# Cleo Demetriou
Cleo Demetriou (Limassol, 23 april 2001) is een Cypriotisch-Brits actrice. Ze is onder andere bekend van haar rol als Matilda Wormwood in Matilda the Musical. Ze won voor deze rol een Laurence Olivier Award voor Beste hoofdrolspeelster in een musical samen met de overige actrices die Matilda speelden: Eleanor Worthington Cox, Kerry Ingram en Sophia Kiely. Ook vertolkte ze de rol van Lily Hampton in de CBBC-televisieserie So Awkward en voor het zong ze de titelsong in de korte film Mâché Man.

## Biografie
Demetriou werd geboren in Cyprus, maar groeide op in Putney in het zuidwesten van Londen. Ze genereerde bekendheid door het verkrijgen van de rol can Mathilda Wormblood in Matilda the Musical. In 2012 ontving ze voor deze rol een Laurence Olivier Award voor beste actrice in een musical.
Haar professionele theaterdebuut maakte Demetriou toen ze in 2009 de rol van Gretl speelde in de theaterproductie Sound of Music. Hierna volgden rollen in Enron en Les Misérables. Haar televisiedebuut maakte Demetriou in de CBBC sitcom So Awkward, waarin ze de rol van Lily Hampton vertolkte. De serie kwam uit op 21 mei 2015 en volgt drie meisjes die moeite hebben met het maken van sociale contacten en problemen hebben met erbij horen, hun ouders en jongens.

## Filmografie

### Televisie
| Jaar       | Titel                     | Rol               | Extra   |
| ---------- | ------------------------- | ----------------- | ------- |
| 2007       | What's Your News?         | Kind Interviewer  |         |
| 2009       | Katy Brand's Big Ass Show | Amerikaans meisje |         |
| 2015–20    | So Awkward                | Lily Hampton      | 77 afl. |
| 2015       | Brian the Brain           | Brain             | 1 afl.  |
| 2017       | Top Class                 | Brain             | 1 afl.  |
| 2018, 2021 | Saturday Mash-Up!         | Gast              | 2 afl.  |
| 2021       | Still So Awkward!         | Lily Hampton      | 13 afl. |
| 2024       | So Awkward Academy        | Lily Hampton      | 10 afl. |

### Theater
| Jaar    | Productie           | Rol              | Notitie                                              |
| ------- | ------------------- | ---------------- | ---------------------------------------------------- |
| 2008    | The Sound of Music  | Gretl von Trapp  | London Palladium                                     |
| 2009    | ENRON               | Dochter          | Royal Court Theatre                                  |
| 2011    | Les Misérables      | jonge Cosette    | Queen's Theatre                                      |
| 2011–12 | Matilda the Musical | Matilda Wormwood | Cambridge Theatre 28 oktober 2011 – 18 augustus 2012 |